# Drasteriodes eurytaenia
Drasteriodes eurytaenia is een vlinder uit de familie spinneruilen (Erebidae). De wetenschappelijke naam is voor het eerst geldig gepubliceerd in 1979 door Wiltshire.
De soort komt voor in tropisch Afrika.